# Huaino

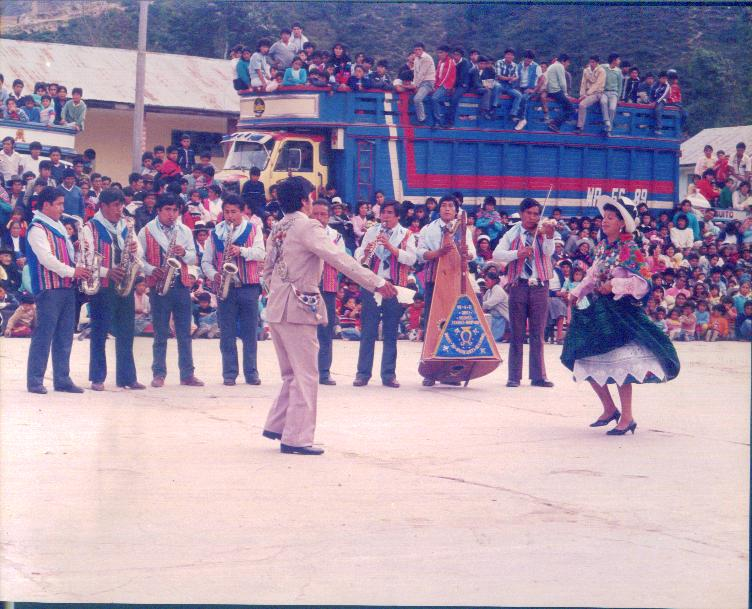
Huaino in Paucartambo in der Region Pasco, Peru. Getanzt wird hier zum Huaino La Flor de Picahuay, gespielt auf Saxophon, traditioneller Harfe und Geige.

In Peru als Huaino oder Huayno, in Bolivien als Huaiño oder Huayño, werden ein traditioneller Tanz der zentralen und südlichen Anden Perus und Boliviens und die dazugehörige Musik bezeichnet. Auf Quechua heißt der Tanz gleichlautend Waynu (in Peru) bzw. Wayñu (in Bolivien).

## Merkmale
Huayno wird im binären Zweivierteltakt gespielt und zeichnet sich in einer traditionellen Form durch den Wechsel einer Viertelnote mit zwei Achtelnoten aus. Die Melodien sind traditionell pentatonisch, doch gibt es in Gegenden mit stärkerem spanischen Einfluss Diatonik (Dur und Moll). Die Harmonien bestehen in einem Wechsel von Dur und Moll. Die Singstimme kann von einer Reihe verschiedener Instrumente begleitet werden, so von Quena, Panflöte, Harfe, Geige, Gitarre, Charango, Mandoline, Laute, Akkordeon oder Saxophon. Gesungen wird in Verspaaren, traditionell auf Quechua oder Aymara, in hispanisierten Gegenden auf Spanisch oder sehr oft auch in beiden Sprachen. Die Verspaare werden wiederholt und dabei im Text oft geringfügig variiert.

## Tanz
Der Huayno wird klassisch im Kreis getanzt, wobei sich Mann und Frau an den Händen halten, doch tanzen etwa in der Region Cusco die Paare im Kreis um die Musiker.

## Geschichte
Wenn auch die Ursprünge des Huayno im Dunkeln liegen, ist er seit Beginn der Kolonialzeit überliefert und geht wahrscheinlich auf den Cachua-Tanz der Inkazeit zurück. Im 20. Jahrhundert wurde der Huaino Valicha von Miguel Ángel Hurtado Delgado aus Acopía (Cusco) zu einem der bekanntesten Lieder Perus. José María Arguedas propagierte die Produktion von Musikalben mit Huaynos und arbeitete dabei mit befreundeten Musikern zusammen, darunter dem Charangospieler Jaime Guardia und dem Geiger Máximo Damián Huamaní aus der Region Ayacucho, die den Huaino im traditionellen Stil Ayacuchos vortrugen. Schnell breitete sich das Genre jedoch in der kommerziellen Musikbranche im Andenraum und auch weltweit aus. In den 1950er Jahren waren es insbesondere Pastorcita Huaracina und Jilguero del Huascarán aus Ancash sowie Picaflor de los Andes und Flor Pucarina aus der Region Junín, etwas später Duo Hermanos García Zarate (Felipe Nery García Zárate und Raúl García Zárate) und Trío Ayacucho (Carlos Falconí Aramburú, Ernesto Camassi Pizarro, Amílcar Gamarra Altamirano) aus der Region Ayacucho, wo der Huaino traditionell mit Harfe und Geige gespielt wird, während etwa Manuelcha Prado zahlreiche Huainos auf Gitarre interpretiert. Mit Letzterem trat auch Ranulfo Fuentes Rojas, selbst Autor zahlreicher Huainos, wiederholt auf.

## Moderne Interpretationen
Inti-Illimani aus Chile sowie Atahualpa Yupanqui und Mercedes Sosa aus Argentinien übernahmen Elemente des Huayno in ihr Programm.